# Ua-Poumonarch
De Ua-Paumonarch (Pomarea mira) is een zangvogel  uit de familie Monarchidae (monarchen).

## Kenmerken
De vogel is 17 cm lang en lijkt sterk op de markiezenmonarch (P. mendozae). De vogel is helemaal zwart met donkere ogen, bleekblauwe snavel en donkere poten. Het vrouwtje is ook zwart met een witte staart en witte onderstaartdekveren.

## Verspreiding, leefgebied en status
Deze soort is endemisch op Ua Pou, een eiland van de Marquesaseilanden. Het is een vogel van ongerept, tropisch bos. De laatste goed gedocumenteerde waarneming dateert uit 1985, sindsdien zijn er geen betrouwbare gegevens. Mogelijk is de vogel al uitgestorven door habitatverlies. Als er nog een populatie bestaat is het aantal minder dan 50 volwassen individuen en daarom staat de vogel als kritiek op de Rode Lijst van de IUCN.